# 圣安德烈亚-阿波斯托洛-德洛伊奥尼奥
圣安德烈亚-阿波斯托洛-德洛伊奥尼奥（義大利語：Sant'Andrea Apostolo dello Ionio，意为“圣安德烈亚，伊奧尼亞的使徒”）是意大利卡坦扎罗省的一个市镇。总面积20平方公里，人口2170人，人口密度108.5人/平方公里（2009年）。ISTAT代码为079118。